# Cyrtophora lineata
Cyrtophora lineata är en spindelart som beskrevs av Kulczynski 1910. Cyrtophora lineata ingår i släktet Cyrtophora och familjen hjulspindlar. Inga underarter finns listade i Catalogue of Life.